# 安田章
安田 章（やすだ あきら、1933年2月8日 - 2007年1月24日）は、日本の国語学者。

## 人物
兵庫県武庫郡精道村（現：芦屋市）出身。専門は、中世日本語の研究で、特に、朝鮮資料を駆使して、その利用が日本語研究に際して貴重な資料となることを示した。

## 略歴
1957年京都大学文学部国語学国文学専攻卒、1963年同大学院文学研究科博士課程単位取得退学、立命館大学講師、助教授、奈良女子大学助教授、1971年京都大学文学部助教授、1981年教授（国語学国文学第二講座担当）、81年「朝鮮資料と中世国語」で文学博士。1996年定年退官、名誉教授　甲子園大学人間文化学部教授。2005年退職。2007年1月24日　叙従四位、授瑞宝中綬章。

## 著書
- 『朝鮮資料と中世国語』笠間書院 1980年
- 『中世辞書論考』清文堂出版 1983年
- 『外国資料と中世国語』三省堂 1990年
- 『国語史の中世』三省堂 1995年
- 『国語史研究の構想』三省堂 2005年
- 『仮名文字遣と国語史研究』清文堂出版 2009年

### 校注・編
- 『狂言集』北川忠彦共校注 小学館〈日本古典文学全集〉1972年 のち『狂言集』小学館〈新編 日本古典文学全集 60〉2000年
- 『鈴鹿本今昔物語集 影印と考証』京都大学学術出版会 1997年
- 『文章表現のための類語類句辞典』（編）三省堂 2006年